# ロシア序曲
『ロシア序曲』（ロシア語: Ру́сская увертю́ра; IPA: [rˈuskəjə ʊvʲɪrtʲˈʉrə]） 作品72 は、セルゲイ・プロコフィエフが1936年に作曲した管弦楽のための序曲。

## 概要
1936年、プロコフィエフはソビエト連邦に最終的な帰国を果たした。プロコフィエフから本作の草稿を見せられたオイゲン・シェンカーは、これを自分の楽団で演奏することを請け負う。管弦楽には過去に『スキタイ組曲』や『彼らは7人』で用いられたような大オーケストラが使用された。曲は1936年9月25日に完成し、10月29日にモスクワ音楽院大ホールにおいてシェンカーの指揮、モスクワ国立交響楽団の演奏で初演された。シェンカーは続いてパリやヨーロッパ各地で本作を演奏している。初演後にプロコフィエフはシェンカーの助言を受けて作品のオーケストレーションを見直しており、金管楽器、木管楽器、打楽器奏者の人数を減らすことにした。1937年10月15日にはセルゲイ・クーセヴィツキー指揮、ボストン交響楽団の演奏によりアメリカ初演が行われた。プロコフィエフの伝記作家であるサイモン・モリソンによれば、本作は「ロシアの民俗舞踊、サロンの歌、礼拝用歌曲に由来するモチーフが用いられている」という。